# Alonso García Ramón
Alonso García de Ramón (Cuenca, 1552-Penco, 5 de agosto de 1610) fue un militar español y gobernador del Reino de Chile en dos oportunidades, de julio de 1600 hasta febrero de 1601 y de marzo de 1605 hasta agosto de 1610. 
Destacó su participación en la toma de Mastrique de 1579, bajo las órdenes de Alejandro Farnesio, duque de Parma, quien le otorgó varios reconocimientos.
También es recordado su duelo en la mañana del 12 de diciembre de 1586 contra el toqui mapuche Cadeguala en la actual Chile, que permitió al vencer levantar el cerco sobre la fortaleza de Purén.

## Primeros años
Nació en Cuenca (España), en 1552. Sirvió desde los 16 años en el Ejército Real, ayudando contra la revuelta morisca en Granada. Luego estuvo en Italia y Sicilia, en calidad de cabo de escuadra, en el escuadrón de Juan de Austria, participando en el asedio de Navarino de 1572, posterior a la batalla de Lepanto. Luego, en 1574, estuvo en la guarnición de Goleta durante la campaña de Juan de Austria en Túnez. En 1576 sobrevivió bajo Álvaro de Bazán, Marqués de Santa Cruz en la Batalla de Querquenes en las Islas Querquenes.
Luego fue a Flandes como sargento con Alejandro Farnesio, duque de Parma. Estuvo en el asalto de la ciudad de Zichem, la Batalla de Borgerhout y el sitio de Maastricht, donde fue uno de los primeros que montó las paredes; herido dos veces al tomar dos banderas, por las cuales el duque le otorgó doce ducados.

## Servicio militar en Chile y Perú
Regresó a España y luego se fue a Chile, luchando con destreza y valentía para el gobernador Alonso de Sotomayor contra los mapuches. Su acción más famosa fue durante la Batalla de Purén, donde mató al Toqui Cadeguala en un solo combate montado. Poco después de que Martín García Óñez de Loyola reemplazara a Sotomayor, García de Ramón se mudó a Perú y se ganó la confianza del virrey del Perú, García Hurtado de Mendoza, 5.º marqués de Cañete, quien le encomendó muchas posiciones, que realizó con brillantez, incluyendo los de corregidor de Arica y Potosí. Desde 1599, cuando Francisco de Quiñones fue enviado a Chile, fue el maestro de campo de todo el Perú y uno de los asesores militares más confiables del virrey, Luis de Velasco.

## Primera gobernación de Chile
García de Ramón fue enviado a relevar a Francisco de Quiñones como gobernador interino que llegó a Chile el 29 de julio de 1600. Llegó a Santiago al día siguiente y fue instalado como gobernador. Pronto descubrió que las cosas estaban peor en el sur de Chile de lo que había conocido en Perú: La Imperial se había perdido en abril. Sin refuerzos de Perú, se vio obligado a extraer hombres, armas y suministros de las ciudades de Chile mediante la imposición de contribuciones extraordinarias, impuestos especiales y la confiscación de ganado, caballos, monturas y armas que le permitieron formar rápidamente un ejército bien equipado de 400 hombres, para diciembre de 1600.
A principios de enero, su ejército había marchado a Chillán, donde se vio obligado a abandonar un destacamento para evitar incursiones mapuches sobre el río Itata. Se trasladó a Concepción, donde planeaba aliviar el fuerte asedio al sistema de fuertes de Valdivia y las ciudades de Villarrica y Osorno. Su intento de enviar ayuda en barco a Valdivia y Chiloé fracasó cuando el barco fue robado por desertores del ejército que huían de Chile hacia Perú. No dispuesto a rendirse, planeó avanzar hacia el sur a través del valle central, a Angol, Purén y Lumaco, para ayudar a Villarrica y luego a Osorno, en el sur se une con Francisco del Campo que avanza desde el fuerte Valdivia. Sin embargo, él y 310 hombres no habían avanzado más allá de Quillacoya cuando se enteró de que Arauco estaba ahora bajo asedio y necesitaba alivio. Se volvió para acudir en su ayuda cuando le informaron que Alonso de Ribera había llegado para asumir el cargo de gobernador en febrero de 1601.
En su gobernación, hizo el primer código de aguas para la ciudad de Santiago, usando las aguas de la Quebrada de Rabón como las nominó Ginés de Lillo, esto porque, a la llegada de Pedro de Valdivia, vivía en ella un huaycoche que tenía un rabo enorme, por lo que la nombraron la quebrada del indio rabón. Al promulgarse el código de aguas, cambiaron el nombre a Ramón. Con posterioridad, debido a la religiosidad de los chilenos, lo elevaron a San Ramón.

## Cargos políticos
| Precedido por: Francisco de Quiñones 1599-1600 | Gobernador del Reino de Chile 1600-1601 | Sucedido por: Alonso de Ribera 1601-1605                       |
| Precedido por: Alonso de Ribera 1601-1605      | Gobernador del Reino de Chile 1605-1610 | Sucedido por: Luis Merlo de la Fuente Ruiz de Beteta 1610-1611 |